# Lomas del Pedregal, Hidalgo
Lomas del Pedregal är en ort i Mexiko.   Den ligger i kommunen Apan och delstaten Hidalgo, i den sydöstra delen av landet, 80 km nordost om huvudstaden Mexico City. Lomas del Pedregal ligger 2 553 meter över havet och antalet invånare är 990.
Terrängen runt Lomas del Pedregal är kuperad norrut, men söderut är den platt. Runt Lomas del Pedregal är det ganska tätbefolkat, med 104 invånare per kvadratkilometer. Närmaste större samhälle är Apan, 5,8 km sydost om Lomas del Pedregal. Trakten runt Lomas del Pedregal består till största delen av jordbruksmark.